# Шашков, Александр Георгиевич
Александр Георгиевич Шашков (12 сентября 1900 — 25 июня 1942) — майор государственной безопасности. Комендант ГУГБ НКВД УССР, комендант ГПУ УССР, комендант НКВД УССР, начальник особого отдела НКВД второй ударной армии.

## Биография
Родился в сентябре 1900 года в русской семье рабочего плотника в селе Степное Матюнино Симбирской губернии.
С 1919 по 1922 год участвовал в Гражданской войне.
С июня 1933 года работал комендантом ГПУ УССР. С 10 июля 1934 года работал комендантом НКВД УССР, приводившего в исполнение приговоры о ВМН в городе Киев в 1936—1939 годах , впоследствии ставшим начальником особого отдела НКВД второй ударной армии. Майор государственной безопасности.
В сентябре 1941 года, попав в окружение в районе Пирятина Полтавской области, смог из него выйти. 25 июня 1942 года во время миномётного обстрела был ранен в руку и ногу и чтобы не обременять боевых товарищей или попасть в плен застрелился. Похоронен у Мемориала «2-я Ударная» в районе «Долины смерти» в окрестностях деревни Мясной Бор
Сын — вице-адмирал Н. А. Шашков.

## Награды
- Орден Красной Звезды (28.11.1936) — за «особые заслуги в борьбе за упрочение социалистической законности»